# روبرت بوفال

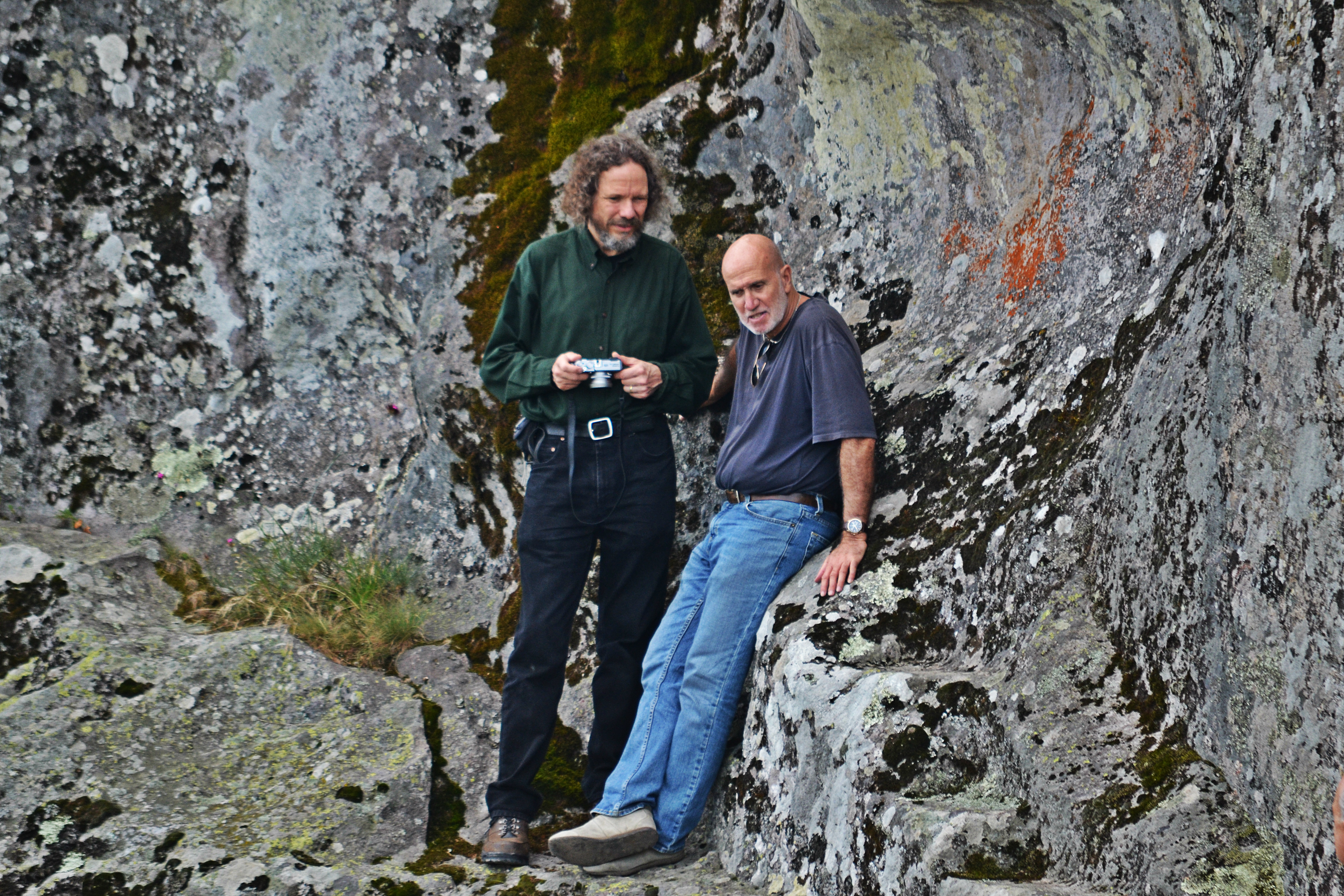
روبرت بوفال (على اليمين) وروبرت شوش في مركز عبادة ما قبل التاريخ في بيلينتاش (بلغاريا) في عام 2014.

روبرت بوفال (بالإنجليزية: Robert Bauval) (من مواليد 5 مارس 1948 (العمر 70 سنة) في الإسكندرية، مصر) هو مؤلف بلجيكي، محاضر، وباحث في حضارة مصر القديمة، وربما اشتهر بنظرية ارتباط أوريون الخاصة به حول مجمع الهرم بالجيزة.

## النشأة
ولد بوفال في الإسكندرية، لأبوين من أصول بلجيكية ومالطية. التحق بمدرسة البنين البريطانية في الإسكندرية (الآن مدرسة النصر للبنين) وكلية الفرنسيسكان في باكينجهامشير، إنجلترا. غادر مصر في عام 1967 قبيل حرب 1967 خلال رئاسة جمال عبد الناصر.أمضى معظم حياته المهنية في الهندسة والعمل في الشرق الأوسط وأفريقيا كـمهندس بناء.

## الكتابة المهنية
في أواخر عام 1992، كان باوفال يحاول الحصول على ترجمة متون هرمس من قبل والتر سكوت. ثم صادف نسخة جديدة طبعتها شركة "سولو بريس" مع مقدمة كتبها أدريان جيلبرت. اتصل بوفال بجيلبرت بعد أن كان مهتم بتصديره فيما يتعلق بعلاقة بين مدرسة ألكسندرين من هرمس الهرامسة وبناة الهرم من الأسرة المصرية الرابعة. ذهبوا لكتابة "غموض أوريون" معًا، والتي أصبحت أكثر الكتب مبيعاً على مستوى العالم. بثت قناة "بي بي سي تو" فيلمًا وثائقيًا عن نظريات بوفال حول وقت نشر الكتاب. وقد شارك في تأليف ثلاثة كتب مع جراهام هانكوك، بما في ذلك تاليسمان 2004: المدن المقدسة، الإيمان السري الذي طرح فيهما ما قاله عالم الاجتماع الديني ديفيد باريتين في صحيفة الإندبندنت في وصف تاليسمان بأنه "فوضى غير صحيحة على أرض الواقع وغير مقنعة" كتاب يرتكز على الاستخدام العشوائي لمواد المصدر التي تبلغ ذروتها "بإصدار نسخة من المؤامرة اليهودية-الماسونية القديمة المحبوبة من قبل مؤيدي نظرية المؤامرة اليمينية المتطرفة.

## نظرية ارتباط أوريون
عرف بوفال بشكل خاص لنظرية ارتباط أوريون. تقترح هذه العلاقة محاذاة الأهرامات المصرية للسلالة الرابعة لـهضبة الجيزة بعض النجوم في كوكبة أوريون.
في إحدى الليالي في عام 1983، أثناء عمله في المملكة العربية السعودية، أخذ عائلته وعائلة أحد الأصدقاء إلى الكثبان الرملية في الصحراء العربية للقيام برحلة تخييم. أشار صديقه إلى كوكبة أوريون، وأشار إلى أن النطاق، أكثر النجوم الشرقية التي تشكل حزام أوريون، تم تعويضه قليلاً عن الآخرين. بعد ذلك، أقام بوفال علاقة بين تصميم النجوم الثلاثة الرئيسية في حزام أوريون وتخطيط الأهرامات الثلاثة الرئيسية في مقبرة الجيزة.
تم وصف نظرية ارتباط أوريون كشكل من أشكال العلوم الزائفة. وقد استضاف بعض علماء المصريات الفكرة العامة التي مفادها أن بعض الارتباطات الفلكية قد تكون موجودة في الآثار المصرية القديمة، ولكن نظرية ارتباط أوريون لم تجد الدعم من الكثيرين في هذا المجال. من بين نقاد النظرية كان هناك اثنان من علماء الفلك: إد كروب من مرصد جريفيث في لوس أنجلوس، وأنتوني فيرال، أستاذ علم الفلك في جامعة كيب تاون، جنوب أفريقيا. حقق كروب وفيرال بشكل مستقل محاذاة نظرية ارتباط أوريون إلى الشمال خلال الفترة التي استشهد بها بوفال (والتي تختلف عن الزاوية في الألفية الثالثة قبل الميلاد، بسبب المبادرة المحورية)، ووجدت أن الزاوية كانت مختلفة إلى حد ما من «التشابه المثالي» التي يطالب بها بوفال وهانكوك: من 47 إلى 50 درجة، مقارنة بالزاوية 38 درجة التي شكلتها الأهرامات.
أشار كروب أيضا إلى أن الخط المنحني قليلا الذي شكلته الأهرامات الثلاثة انحرف نحو الشمال، في حين أن «شبك» طفيف في خط حزام أوريون كان مشوها إلى الجنوب، مما يعني أن العلاقة المباشرة تتطلب واحدة أو أخرى ليكون معكوس. في الواقع، هذا ما تم فعله في الكتاب الأصلي من قبل بوفال وجيلبرت (غموض أوريون)، حيث قارنا بين صور الأهرامات وأوريون دون الكشف عن أن خريطة الأهرامات قد تم عكسها. يجد كل من كروب وفيرال مشاكل أخرى مع الادعاءات، بما في ذلك النقطة التي مفادها أنه إذا كان من المفترض أن يمثل أبو الهول كوكبة الأسد، فيجب أن يكون على الجانب الآخر من النيل («درب التبانة») من عند الأهرامات (أوريون)، وهذا يعني أن الاعتدال الربيعي حوالي 10500 قبل الميلاد كان في كوكبة العذراء وليس كوكبة الأسد، وأن كوكبات دائرة البروج تنبع من بلاد ما بين النهرين وكانت مجهولة في مصر في ذلك الوقت.

## روابط خارجية
- روبرت بوفال على موقع IMDb (الإنجليزية)
- روبرت بوفال على موقع قاعدة بيانات الفيلم (الإنجليزية)

- الموقع الرسمي
- Ed Krupp article: "Pyramid Marketing Schemes"
- Jaromir Malek article: "Orion and the Giza pyramids"
- The Conscious Media Network نسخة محفوظة 11 ديسمبر 2009 على موقع واي باك مشين. interview with Robert Bauval (video)